# Neochoerus

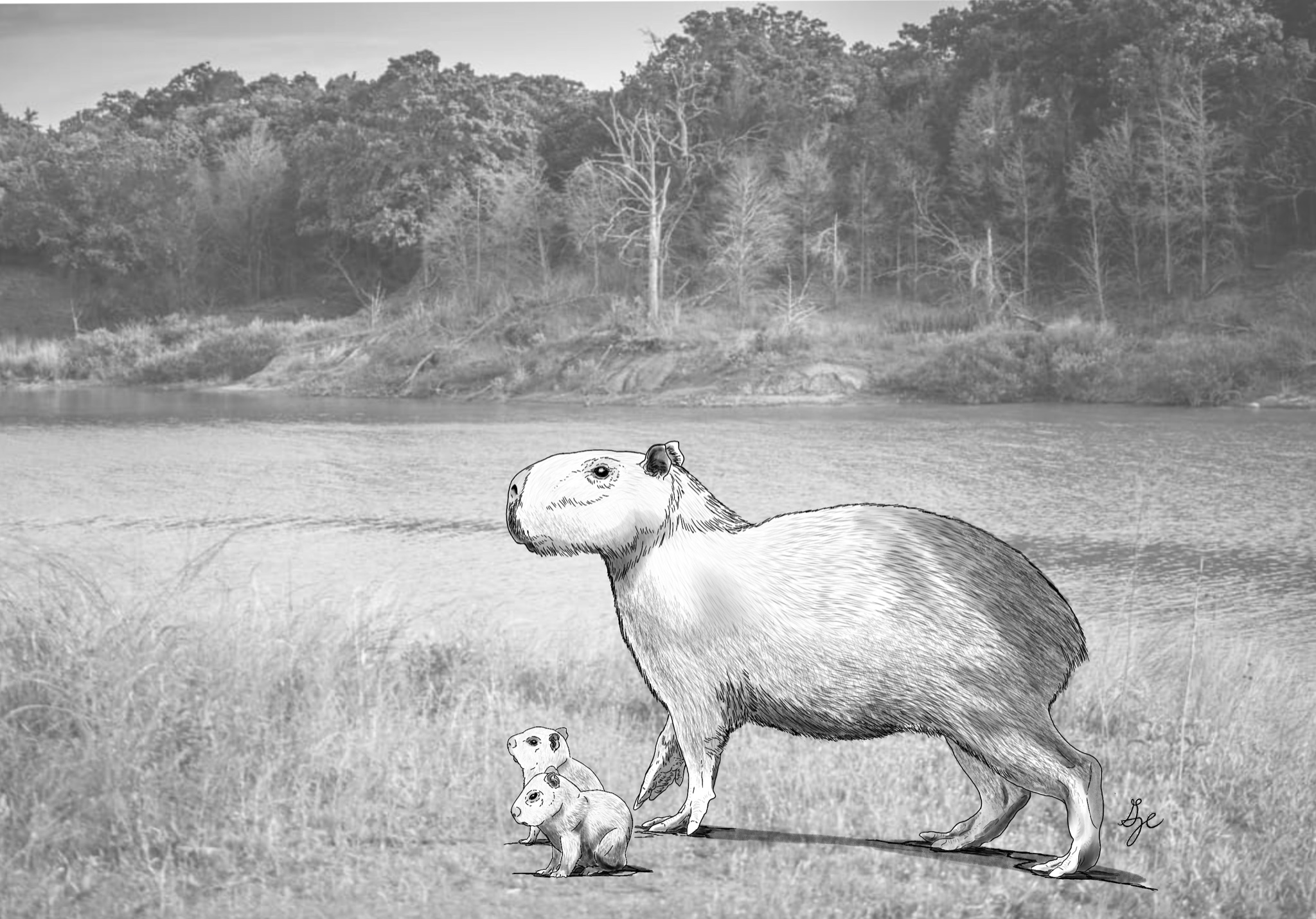
Paleoarte da espécie Neochoerus pinckneyi.

O Neochoerus é um enorme roedor pré-histórico relacionados evolutivamente às capivaras, tendo registros fósseis encontrados na América do Norte (Estados Unidos e México) e na América do Sul em Boiacá, na Colômbia.